# Upside Down (canção de A*Teens)
Upside Down foi o primeiro single do segundo álbum do  A-Teens, Teen Spirit. Depois de uma intensa promoção nos Estados Unidos em 2000 a banda voltou para o estúdio para começar a trabalhar em seu segundo álbum. Esta foi a primeira vez que eles lançaram músicas originais e não cover, foi produzido por Grizzly e Tysper.
A música atingiu #1 em 8 países, e atingiu o Top Ten em 21 países incluindo Alemanha, Suíça e o  Reino Unido.
O single atingiu o Platino na 3ª semana depois de lançado  em sua cidade natal e no começo de 2001, "Upside Down" vendeu mais de 60,000 cópias na Suécia ganhando  2x Certificado de Platina
"Upside Down" Teve o nome trocado nos Estados Unidos e no Canada para "Bouncing Off The Ceiling (Upside Down)". A música atingiu #93 no Billboard Hot 100 e atingiu #33 no Airplay sozinho, o single psychal atingiu #12 no Billboard Hot 100 Single Sales Chart ganhando o  Certificado de Ouro vendendo mais de 500,000 cópias.
"Upside Down" tornou o maior hit da banda no RU, vendendo 3,711 cópias no primeiro dia  ficando entre os 10 até o fim da semana. A música recebeu 8/10 Estrelas no "UK Yahoo Music" 
"Upside Down" atingiu #7 nas posições globais in 2001, making it their only Global Top 10 Single it also reached #18 on the World Chart Show in 2001.
Este single tornou o maior single do A*Teens.

## Video Clipe
Dirigido por Patrick Kiely, o video foi filamdo nas Universal Studios em Los Angeles, California nos EUA. Mostra o grupo em um mundo alternativo onde tudo é "upside down" (de cabeça para baixo). A coreografia foi feita por Wade Robson. O  video atingio #1 em muitas cidades ao redor do mundo. Isso foi em 2001 e ficou em  25º na MTV do México.

## Lançamentos
European 2-Track CD Single
1. Upside Down [Radio Version] - 3:14
2. Upside Down [Sing-A-Long Version/Instrumental] - 3:14

European/Mexican CD Maxi
1. Upside Down [Radio Version] - 3:14
2. Upside Down [Grizzly/Tysper Radio Remix] - 3:50
3. Upside Down [Grizzly/Tysper Extended Remix] - 4:45
4. Upside Down [JS16 Remix] - 6:34

USA CD Single
1. Bouncing Off The Ceiling (Upside Down) [Radio Version] - 3:14
2. Super Trouper [Album Version] - 3:50

Video: Bouncing Off The Ceiling (Upside Down)
USA DVD Single
1. Bouncing Off The Ceiling [Music Video]
2. Mamma Mia [Music Video]

Canadian CD Maxi
1. Bouncing Off The Ceiling (Upside Down) [Radio Version] - 3:14
2. Bouncing Off The Ceiling (Upside Down) [Grizzly/Tysper Radio Remix] - 3:50
3. Bouncing Off The Ceiling (Upside Down) [JS16 Remix] - 6:34
4. Video: Bouncing Off The Ceiling (Upside Down)

UK CD
1. Upside Down [Radio Version] - 3:14
2. Upside Down [Almighty 7" Edit] - 4:18
3. Upside Down [JS16 Remix] - 6:34
4. Upside Down [Karaoke Version] - 3:14
5. Video: Upside Down

UK Cassette
1. Upside Down [Radio Version] - 3:14
2. Upside Down [Karaoke Version] - 3:14

UK 12" Vinyl
1. Upside Down [JS16 Remix] - 6:34
2. Upside Down [Almighty 7" Edit] - 4:18
3. Upside Down [Grizzly/Tysper Extended Remix] - 4:45

Japan CD Maxi
1. Upside Down [Radio Version] - 3:14
2. Upside Down [Grizzly/Tysper Radio Remix] - 3:50
3. Upside Down [Grizzly/Tysper Extended Remix] - 4:45
4. Upside Down [JS16 Remix] - 6:34

## Tabelas
| Tabela musical (2000–2001)                                         | Melhor posição |
| ------------------------------------------------------------------ | -------------- |
| Áustria (Ö3 Austria Top 75)                                        | 34             |
| Bélgica (Ultratop 50 da Valônia)                                   | 28             |
| Europe (European Hot 100 Singles)                                  | 25             |
| Alemanha (Offizielle Deutsche Charts)                              | 10             |
| Hungary (Mahasz)                                                   | 18             |
| Irlanda (IRMA)                                                     | 40             |
| Netherlands (Dutch Top 40 Tipparade)                               | 1              |
| Países Baixos (Single Top 100)                                     | 28             |
| Portugal (AFP)                                                     | 7              |
| Escócia (Scottish Singles Chart)                                   | 6              |
| Espanha (PROMUSICAE)                                               | 15             |
| Suécia (Sverigetopplistan)                                         | 2              |
| Suíça (Schweizer Hitparade)                                        | 7              |
| Reino Unido (UK Singles Chart)                                     | 10             |
| Estados Unidos (Billboard Hot 100)                                 | 93             |
| Estados Unidos (Billboard Dance Singles Sales) with "To the Music" | 6              |

| Tabela musical (2000)      | Posição |
| -------------------------- | ------- |
| Sweden (Sverigetopplistan) | 19      |

| Tabela musical (2001)             | Posição |
| --------------------------------- | ------- |
| Europe (European Hot 100 Singles) | 94      |
| Germany (Official German Charts)  | 81      |
| Sweden (Sverigetopplistan)        | 39      |
| Switzerland (Schweizer Hitparade) | 80      |